# Wodukajmy
Wodukajmy (deutsch Woduhnkeim, bis 1928 Adlig Woduhnkeim, bis 1883 außerdem: Köllmisch Woduhnkeim) ist ein Ort in der polnischen Woiwodschaft Ermland-Masuren. Er gehört zur Gmina Sępopol (Stadt- und Landgemeinde Schippenbeil) im Powiat Bartoszycki (Kreis Bartenstein).

## Geographische Lage
Wodukajmy liegt vier Kilometer südlich der polnisch-russischen Staatsgrenze zur Oblast Kaliningrad (Gebiet Königsberg (Preußen)) in der nördlichen Mitte der Woiwodschaft Ermland-Masuren. Bis zur Kreisstadt Bartoszyce (deutsch Bartenstein (Ostpr.)) beträgt die Entfernung    elf Kilometer in südwestlicher Richtung.

## Geschichte
Das heutige Wodunkajmy wurde im Jahre 1351 als Wodunikin erstmals erwähnt, wobei der Ort danach verschiedene Namen trug: Wodunythen (nach 1351), Wodunitten (nach 1357), Woduneten (nach 1393), Wodunkajm (nach 1454) und Wodunkeim (nach 1495). Nach 1785 unterteilte man in „Köllmisch Woduhnkeim“ (bis 1893) und „Adlig Woduhnkeim“ (bis 1928).
Als man im Jahre 1874 den Amtsbezirk Schönbruch (polnisch Szczurkowo, russisch Schirokoje) im ostpreußischen Kreis Friedland (ab 1927: Kreis Bartenstein) errichtete, wurden sowohl die Landgemeinde Köllmisch Woduhnkeim als auch der Gutsbezirk Adlig Woduhnkeim eingegliedert. Am 4. November 1893 wurde Köllmisch Woduhnkeim aufgegeben, als man es nach Adlig Woduhnkeim eingemeindete. Für den auf diese Weise neu formierten Gutsort Adlig Woduhnkeim wurden im Jahre 1910 insgesamt 100 Einwohner gezählt.
Am 30. September 1928 verlor Adlig Woduhnkeim seine Eigenständigkeit, als es sich mit der Landgemeinde Rockeln (polnisch Rogielkajmy) und den Nachbargutsbezirken Groß Poninken (Poniki), Korittken (Korytki), Rettauen (Retowy) und Trosienen (Trosiny) zur neuen Landgemeinde Groß Poninken (Poniki) zusammenschloss und seither als „Woduhnkeim“ ohne Zusatzbezeichnung geführt wurde.
In Kriegsfolge wurde das gesamte südliche Ostpreußen im Jahre 1945 an Polen abgetreten. Woduhnkeim erhielt die polnische Namensform „Wodukajmy“ und ist heute eine Ortschaft innerhalb der Stadt-und-Land-Gemeinde Sępopol (Schippenbeil) im Powiat Bartoszycki (Kreis Barrenstein), von 1975 bis 1998 der Woiwodschaft Olsztyn, seither der Woiwodschaft Ermland-Masuren zugehörig. Im Jahre 2021 zählte Wodukajmy 108 Einwohner.

## Kirche
Bis 1945 war Woduhnkeim in die evangelische Kirche Schönbruch (polnisch Szczurkowo, russisch Schirokoje) in der Kirchenprovinz Ostpreußen der Kirche der Altpreußischen Union, außerdem in die römisch-katholische Kirche Bartenstein im damaligen Bistum Ermland eingepfarrt.
Heute gehört Wodukajmy römisch-katholischerseits zur Pfarrei in Sępopol im jetzigen Erzbistum Ermland, sowie evangelischerseits zur Kirche in Bartoszyce, einer Filialkirche von Kętrzyn (Rastenburg) in der Diözese Masuren der Evangelisch-Augsburgischen Kirche in Polen.

## Verkehr
Wodunkajmy liegt verkehrstechnisch günstige an eine Straße, die die Stadt Sępopol (Schippenbeil) mit Szczurkowo an der Woiwodschaftsstraße 512 (einstige deutsche Reichsstraße 142) verbindet.
Eine Bahnanbindung besteht nicht. Von 1911 bis 1945 war Dompendehl (polnisch Domarady), auch als Juditten-Dompendehl (polnisch Judyty-Domarady) bezeichnet, die nächste Bahnstation. Sie lag an der Bahnstrecke Wehlau–Friedland–Bartenstein–Heilsberg (russisch/polnisch: Snamensk–Prawdinsk–Bartoszyce–Lidzbark Warmiński), die in Kriegsfolge aufgegeben wurde.